# Sukowska Wola
Sukowska Wola – wieś w Polsce położona w województwie mazowieckim, w powiecie radomskim, w gminie Przytyk. Ma status sołetwa.
| SIMC    | Nazwa     | Rodzaj     |
| ------- | --------- | ---------- |
| 0634466 | Borki     | część wsi  |
| 0634489 | Kobrówka  | przysiółek |
| 0634472 | Podwalina | część wsi  |

Prywatna wieś szlachecka Wola Sułkowska, położona była w drugiej połowie XVI wieku w powiecie radomskim województwa sandomierskiego. W latach 1975–1998 miejscowość administracyjnie należała do województwa radomskiego.
Wierni Kościoła rzymskokatolickiego należą do parafii św. Mikołaja w Jankowicach.